# 생과부 위자료 청구 소송
《생과부 위자료 청구 소송》(生寡婦 慰藉料 請求 訴訟, Bedroom And Courttoom)은 대한민국의 시네마 서비스에서 제작된 강우석 감독의 12번째 코미디 영화이다.

## 줄거리
자신의 개인적인 정열을 회사에 저당잡힌채 노예처럼 일해 온 추형도(문성근)과장이 어느 날 대기발령으로 폐기처분될 위기에 처한다. 그의 아내 이경자(황신혜)는 오히려 생과부로 살아온 지난날을 보상하라며 회사를 상대로 2억원의 위자료를 청구한다. 부동산 투기와 비자금 조성으로 덩치를 키운 일산기업 법인변호사 명성기(안성기)가 '거저먹기'로 생각한 이 재판은 그리 만만하게 풀리지 않는다. 그의 아내이자 앙숙인 이기자(심혜진) 변호사가 원고쪽 변호를 맡아 '원고하고 나하고는 자리만 바꿔 앉았다'며 이경자와 혼연일체 플레이를 벌이기 때문. 뒤틀린 현실에 대한 날카로운 독설과 찐한 농담들이 난무하는 사회성 코미디이다.

## 등장인물

### 주인공
- 명성기 : 안성기
- 추형도 : 문성근
- 이기자 : 심혜진
- 이경자 : 황신혜

### 주조연
- 조세창 : 명계남
- 공 판사 : 박웅
- 상호 : 윤문식
- 김 전무 : 김옥만
- 판사 부인 : 김석옥

### 주단역
- 사장 : 이기영
- 회장 : 김성겸
- 최 박사 : 이성호
- 변호사 : 정형기
- 영석 : 김명국
- 공장장 : 안진수
- 기원 사내 : 이석구
- 사장 2 : 김기주
- 친정 엄마 : 남정희
- 광철 : 왕기문

### 우정출연
- 희수 : 독고영재
- 배 기자 : 배장수
- 안 기자 : 안영준
- 오 기자 : 오동진

## 제작진
- 감독/제작 : 강우석
- 조감독 : 허승준, 유진일
- 연출부 : 강지은, 정진완, 백상열
- 스크립터 : 고경아
- 각본 : 오시욱
- 원작 : 엄인희
- 촬영감독 : 정광석
- 촬영부 : 이규민, 김동천, 나승용, 조봉한, 윤명식, 김기태, 선동현
- 조명감독 : 김동호
- 조명부 : 김성관, 김준모, 김성철, 김택중, 김영남, 김민욱
- 스틸 : 윤진호, 한미진
- 제작총지휘 : 김세창
- 제작부장 : 오효석
- 제작진행 : 고현우
- 프로듀서 : 김미희
- 동시녹음 : 강신규
- 녹음 : 리드사운드
- 음향 : 강대성, 김윤겸, 유재광
- 음악 : 김동성
- 미술 : 조융삼
- 분장 : 김선진
- 의상 : 김서령
- 편집 : 김현
- 네가편집 : 이혜연
- 소품 : 김태욱
- 현상 : 영화진흥공사
- 마케팅 : 임지영
- 소품보 : 김효진
- 의상팀 : 김향희, 이선봉, 이화숙
- 분장팀 : 최현정, 신연정
- 사운드편집 : 박덕수
- 대사더빙 : 최정원
- 대사녹음 : 홍윤성
- 폴리 : 육태서
- 음악편집 : 김정아
- 광학녹음 : 김용훈 (영화진흥공사)
- 레코딩 스튜디오 : 난장
- 음악믹싱 : 이훈석, 이재혁, 이용섭
- 붐오퍼레이터 : 윤성기
- 붐어시스턴트 : 이경학
- 특수장비 : 영상시대
- 키그립 : 박봉수
- 그립 : 김용태
- 운송 : 이경형, 천윤기
- 발전차 : 고영식
- 총무부 : 유인자, 김순영
- 광고사진 : 손기철
- 카메라 : 신창필름
- 필름 : 태창사
- 광고 : 씨네월드
- 프로모션 : 김안나, 이은주
- 법률자문 : 변호사 오세훈, 이장호, 우윤근, 최재천, 김봉석, 김상곤